# 22 d'abril
El 22 d'abril és el cent dotzè dia de l'any del calendari gregorià i el cent tretzè en els anys de traspàs. Queden 253 dies per finalitzar l'any.

## Esdeveniments
Països Catalans
- 1296 - Alacant: Jaume el Just conquereix la ciutat als castellans.
- 1866 - Andorra: Josep Caixal, bisbe d'Urgell, hi promulga la llei anomenada de la «Nova Reforma».[1]
- 1878 - Gràcia (actualment Barcelona): primera pedra de l'església de Sant Joan de Gràcia.
- 1905 - Barcelona: S'inaugura al Paral·lel el Teatre Victòria, encara anomenat Teatro Pabellón Soriano, popularment "El Suri".[2]
- 1990 - Catalunya: amb protestes d'alguns ciutadans, Felip de Borbó va a Balaguer i Cervera, on pren possessió dels títols de Senyor de Balaguer i comte de Cervera; després visita Montblanc.
- 1990 - València: Canal 9 fa la primera retransmissió de pilota valenciana en directe[3]
- 1995 - Igualada: a l'Ermita de Sant Jaume Sesoliveres es fa la primera actuació de la Colla Castellera dels Moixiganguers d'Igualada.

Resta del món
- 1834 - Altsasu (Merindad de Pamplona, Navarra): els carlins encapçalats per Tomás de Zumalacárregui guanyen la batalla d'Altsasu durant la primera guerra carlina.
- 1835 - Ameskoabarren (Navarra): els carlins guanyen la batalla d'Artaza durant la primera guerra carlina.
- 1838 - Calanda (Baix Aragó): els carlins ocupen el poble i el castell al final del setge de Calanda durant la primera guerra carlina.
- 1977 - primera cridada telefònica per fibra òptica.
- 1985 - comença el Judici a les Juntes, judici en el qual es jutjaran i condemnaran als responsables de l'anomenat Procés de Reorganització Nacional, la dictadura més sagnant de la història argentina.
- 2004 - Ryongchon, Corea: el xoc de dos trens carregats de fuel hi causa tres mil morts o ferits.[4]
- 2009 - Mèxic: el diari mexicà Reforma alerta sobre els primers casos de grip porcina, com s'anomenarà inicialment el Brot de grip per A(H1N1) de 2009.

## Naixements
Països Catalans
- 1761 - Xàtiva, la Costera: Francesc de Paula Martí Mora, gravador i estenògraf espanyol, introductor de l'estenografia a Espanya (m. 1827).[5]
- 1866 - València: Joan Josep Laguarda i Fenollera, bisbe d'Urgell, Jaén i Barcelona (m. 1913).[6]
- 1890 - Carcaixent, la Ribera Alta: Joan Vert, compositor valencià de sarsueles.[7]
- 1907 - Borriana, la Plana Baixa: Abel Mus, violinista, pedagog i compositor valencià.[8]
- 1913 - Girona: Maria Assumpció Soler i Font, mestra, escriptora i periodista.[9]
- 1914 - Sabadell: Jaume Girabau, polític comunista català, executat per la dictadura franquista.
- 1927 - Barcelona: Montserrat Albet i Vila, musicòloga i pianista catalana (m. 2013).[10]
- 1934 - Barcelona: Dolors Altaba i Artal, gemmòloga i escriptora catalana.[11]
- 1957 - Palma: Ruth Porta, política balear; ha estat regidora de l'Ajuntament de Madrid, diputada de l'Assemblea de Madrid i senadora.
- 1958 - València: María Dolores Bargues Castelló, professora de parasitologia, catedràtica i investigadora.
- 1964 - Maó: Juana Francisca Pons Vila, historiadora i política menorquina, ha estat senadora per Menorca.[12]
- 1967 - Barcelona: Alícia Sánchez-Camacho Pérez, advocada i política catalana.[13]
- 1975 - Santa Perpètua de Mogoda: Jordi Cuixart i Navarro, president d'Òmnium Cultural.[14]
- 1991 - Barcelona: Jordi Murphy, jugador catalano-irlandès de rugbi. Internacional per Irlanda.

Resta del món
- 1451 - Madrigal de las Altas Torres, Castella: Isabel la Catòlica, reina de Castella i consort del Ferran el Catòlic rei d'Aragó.
- 1640 - Beja: Mariana Alcoforado, a qui s'atribueixen les Cartas d'amor de la monja portuguesa (1669) (m. 1723).[15]
- 1724 - Königsberg, Prússia: Immanuel Kant, filòsof alemany (m. 1804).[16]
- 1766 - París, França: Anne-Louise Germaine Necker –Madame de Staël–, novel·lista i assagista suïssa (m. 1817).[17]
- 1830 - Southampton (Anglaterra): Emily Davies, feminista anglesa sufragista, i una de les primeres defensores del dret de les dones a entrar a la universitat.(m. 1921).[18]
- 1850, Saligney, França: Marie Hortense Fiquet, llibretera, companya, més tard dona, musa i model de Paul Cézanne (m.1922).[19]
- 1854 - Brussel·les, Bèlgica: Henri La Fontaine, advocat, Premi Nobel de la Pau 1913 i cocreador de la Classificació Decimal Universal (m. 1943).[20]
- 1858 - Londres (Anglaterra): Dame Ethel Smyth, compositora, escriptora i activista anglesa (m. 1944).[21]
- 1870 - Simbirsk, Imperi Rus: Lenin, líder revolucionari de la Revolució Russa de 1917 (m. 1924).[22]
- 1873 - Richmond, Virgínia: Ellen Glasgow, escriptora estatunidenca (m. 1945).[23]
- 1876 - Viena, Imperi Austrohongarès: Robert Bárány, metge austríac, Premi Nobel de Medicina o Fisiologia de l'any 1914 (m. 1936).[24]
- 1899 - Sant Petersburg, Imperi rus: Vladímir Nabókov, escriptor russo-estatunidenc (m. 1977).[25]
- 1904 -
  - Nova York, EUA: Robert Oppenheimer, físic estatunidenc, director del Projecte Manhattan per al desenvolupament de la Bomba atòmica (m. 1967).[26]
  - Vélez-Màlaga: María Zambrano, filòsofa, assagista i professora espanyola (m. 1991).[27]
- 1909 - Torí, Regne d'Itàlia: Rita Levi-Montalcini, neuròloga italiana, Premi Nobel de Medicina o Fisiologia de l'any 1986 (m. 2012)[28]
- 1912 - Preston, Lancashire, Anglaterra: Kathleen Ferrier, contralt britànica (m. 1953).[29]
- 1916 - Nova York, EUA: Yehudi Menuhin, violinista i director d'orquestra jueu d'origen estatunidenc i nacionalitzat britànic.[30]
- 1918 - Ibrahim Kodra, pintor albanès.[cal citació]
- 1919 - Chester, Vermont, EUA): Donald James Cram, químic estatunidenc, Premi Nobel de Química de l'any 1987 (m. 2001).[31]
- 1923 - Nashville (Tennessee, EUA): Bettie Page, model pin-up estatunidenca (m. 2008)[32]
- 1929 - Gibara, Cuba: Guillermo Cabrera Infante, novel·lista, guionista, traductor i crític cubà (m. 2005).[33]
- 1935 - Crescentino, Vercelli: Fiorenza Cossotto, mezzosoprano italiana.[34]
- 1936 - Billstown, Arkansas: Glen Campbell, cantant de pop i country estatunidenc, representatiu dels 1960 i 1970 (m. 2017).[35]
- 1937 - 
  - Nova York, Estat de Nova York, EUA: Jack Nicholson, actor estatunidenc.
  - Salem, Massachusetts: Patricia Goldman-Rakic, biòloga en el camp de la neurociència, estudiosa del cervell (m. 2003).[36]
- 1943 - Nova York: Louise Glück, poeta estatunidenca, Premi Nobel de Literatura 2020.[37]
- 1946 - San Miguel de Tucumán: Olga Paterlini, arquitecta argentina, professora universitària, gestora, conferenciant i investigadora.[38]
- 1952 - 
  - Siparia, Trinitat i Tobago: Kamla Persad-Bissessar, primera ministra de Trinitat i Tobago, primera dona a ocupar el càrrec.[39]
  - París, França: François Berléand, actor francès.

- 1958 - Medellín: Gloria Galeano Garcés, agrònoma i botànica colombiana centrada en la taxonomia de la família de les palmes (m. 2016).[40]
- 1966 - Seattle, Washington: Jeffrey Dean Morgan, actor estatunidenc.
- 1976 - Vozdvíjenka, Ussuriïsk, Krai de Primórie, URSS: Ielena Serova, cosmonauta i política russa.
- 1985 - 
  - Ievpatòria, RSFS de Rússia: Ksènia Símonova, artista d'animació de sorra ucraïnesa.
  - Chicago, EUA: Sam Altman, empresari estatunidenc.[41]

## Necrològiques
Països Catalans
- 1892 - Barcelona: Josep Maria Bocabella i Verdaguer, llibreter i filantrop català, que ideà la construcció de la Sagrada Família.
- 1969 - Beverly Hills (Califòrnia, EUA): Amparo Iturbi Báguena, pianista valenciana (n. 1898).[42]
- 2017 - Sant Pere de Ribes: Pere Tàpias, pseudònim de Joan Collell i Xirau, cantautor, gastrònom i locutor de ràdio català (n. 1946).[43]
- 2025 - Lluís Prenafeta i Garrusta, empresari i polític català, vinculat a Convergència Democràtica de Catalunya (n. 1939).[44]

Resta del món
- 536 - Constantinoble (Imperi Romà d'Orient): Agapit I, Papa.[45]
- 1616 - Madrid (Castella): Miguel de Cervantes, escriptor espanyol.
- 1908 - Londres (Anglaterra): Henry Campbell-Bannerman, polític britànic, Primer Ministre del Regne Unit (1905-1908) (n. 1836).[22]
- 1945 - Moritzburg (Saxònia, Alemanya): Käthe Kollwitz, pintora, gravadora i escultora expressionista alemanya (n. 1867).[46]
- 1959 - Alts del Sena: Claire Delbos, violinista i compositora francesa (n. 1906).[47]
- 1983 - Zúric: Gunta Stölzl, artista tèxtil alemanya, alumna i professora del taller de teixit de l'escola Bauhaus (n. 1897).[48]
- 1985 - Moscouː Ielena Liubímova, geofísica soviètica que investigà a l'Oceà Atlàntic.[49]
- 1988 - Deià, Mallorca: Ulrich Leman, pintor alemany.[50]
- 1989 - Lafayette, (Califòrnia, EUA): Emilio Gino Segrè, físic italo-americà, Premi Nobel de Física de l'any 1959 (n. 1905).[51]
- 1993 - Lukla, Nepal: Pasang Lhamu Sherpa, primera alpinista nepalesa a pujar a l'Everest (n. 1961).[52]
- 1994 - Nova York (Estat de Nova York, EUA): Richard Nixon, president dels Estats Units (n. 1913).[22]
- 1998 - París (França): Régine Pernoud, historiadora medievalista i arxivera francesa (n. 1909).[53]
- 2002 - 
  - Denver, (Colorado, EUA): Linda Lovelace, feminista i exestrella del porno (n. 1949).
  - Màlaga (Espanya)ː Mercedes Formica, jurista, novel·lista i assagista espanyola que lluità pels drets de la dona a Espanya (n. 1913).[54]
- 2006 - 
  - Miami (Florida, EUA): Henriette Avram, bibliotecària, principal creadora dels formats MARC (n. 1919).
  - Madrid (Espanya)ː Enriqueta Harris, escriptora i historiadora de l'art anglesa, nacionalitzada espanyola (n. 1910).[55]
  - Roma (Itàlia)ː Alida Valli, actriu italiana (n. 1921).[56]

## Festes i commemoracions
- Inici de les festes de Moros i Cristians d'Alcoi, fins al 24 d'abril.
- Santoral: sants Climent de Sardes, un dels Setanta deixebles; Gai I (o Gai de Dalmàcia), Soter I i Agapit I, papes; Senorina de Basto, monja.
- A les cultures de l'Europa oriental és el dia de criatures màgiques o monstruoses, com els vampirs.
- Dia de la Terra.